# Schwedeneck
Schwedeneck er en kommune i det nordlige Tyskland, beliggende i Amt Dänischenhagen i den nordøstlige del af Kreis Rendsborg-Egernførde. Kreis Rendsborg-Egernførde ligger i den centrale del af delstaten Slesvig-Holsten.

## Geografi
Schwedeneck ligger 6 km nord for Kiel og omkring 15 km øst for Egernførde på halvøen Jernved ved Egernførde Fjord (Egernfjord) i Østersøen. Bundesstraße 503, den såkaldte Bäderstraße (badevejen) går gennem kommunen langs kysten mellem Kiel og Egernførde.
I kommunen ligger disse landsbyer og bebyggelser: Birkenmoor, Dänisch-Nienhof, Eckernholm (på dansk: Egernholm), Elisendorf, Grönwohld, Haschendorf, Hohenhain, Jellenbek, Krusendorf (på dansk: Krusentorp), Kuhholzberg (delvist), Sprenge, Stohl og Surendorf.

## Historie
Kommunen blev oprettet i 1928 af de tidligere godsområder Birkenmoor, Dänisch-Nienhof, Grönwohld og Hohenhain. Samme år blev kommunens navn Schwedeneck fastlagt. Navnet forklares ved en forhenværende kirkegård med relationer til de dansk-svenske krige i 1700-tallet. Måske er navnet også hentet fra en markant eg (nedertysk Eek) i området. Stednavnet betyder altså enten Svenskerhjørne eller Svenskereg.